# Karel Bílek
Karel Bílek (27. ledna 1925, České Budějovice – 2. září 1996) byl československý hokejový útočník.

## Hráčská kariéra
Českobudějovický rodák, který v nejvyšší soutěži neoblékl jiný, než dres domácího klubu. V lize se objevil v sezóně 1945/1946, když sezónu předtím hrál Zimní ligu Šumavské župy. V sezóně 1950/1951 pomohl mužstvu k historicky prvnímu titulu pro jihočeský klub. V týmu vydržel do roku 1957.
Jako reprezentant se zúčastnil pouze MS 1953 ve švýcarských městech Curych a Basilej, kde československý tým po nadějně rozehraném začátku turnaje (3 vítězství a jedna porážka) z důvodu úmrtí prezidenta Klementa Gottwalda předčasně ukončil působení na turnaji. Výsledky ČSR byly následně anulovány, tým zůstal bez medaile.
V reprezentačním dresu odehrál celkem 7 zápasů a vstřelil 3 góly.

## Trenérská kariéra
Vztah ke klubu prokázal i tím, že se dvakrát postavil na střídačku jako hlavní trenér, poprvé v rozběhnuté sezóně 1958/1559, kdy přišel k mužstvu v listopadu 1958, podruhé trénoval v sezóně 1964/1965.